# ミシェル・ファン
ミシェル・ファン(Michelle Phan、1987年4月11日 - )は、アメリカ合衆国のユーチューバー。YouTubeにおけるメイクアップ・マニュアルが人気を博す。
英語圏全域のみならず、ベトナムや南アメリカ、日本のメディアにも取り上げられ、知名度を高めている。米国においては数多の雑誌にも特集が組まれている。

## 来歴
2004年に「RiceBunny」のユーザー名でソーシャルメディアでの活動を始め、後にYouTubeでのセカンドチャンネルやTwitter、MySpaceでも同じ名称を使用。2006年7月18日から自身のYouTubeチャンネル上でMichelle Phan名義での活動を開始。2010年8月13日現在、YouTubeの「達人」カテゴリにおいて最もチャンネル登録数が多いチャンネルとなっている。また、全カテゴリにおいても17位、女性のチャンネルでは1位であり、2009年から急速に人気を高めている。合計再生回数は2億回を超える。
2010年にランコム USAと契約し、毎月1本ずつ、ランコム製品だけを使用したマニュアルを投稿することになった。それ以外のビデオについては今まで通り、様々な商品を使用したスタイルを続けることを明言している。iQQU Beauty Internationalより、スキンケア化粧品の販売も行っている。
2014年、YouTube情報を中心とするアメリカのオンラインマガジン「ニューメディアロックスターズ」が選ぶトップ100チャンネルで48位を記録する。2015年には、Inc.及びフォーブスが選ぶ30歳未満の30人の起業家として紹介される。フォーブスの2015年に行った調査によれば、彼女の年収はユーチューバーとしては世界7位となる年収：300万ドル（約3億5700万円）である

## 作品
投稿されるビデオは、ほとんどがメイクアップの実演マニュアルのスタイルをとる。決められたテーマに沿って、ほぼ"すっぴん"状態の自らの顔にメイクを施していく。使用する商品や使用方法についてのナレーションがBGMや字幕とともに入る。ビデオの編集にはMacBook Proを使用している。ほとんどの動画の視聴回数は50万回を超え、300万回を超えるビデオも少なくない。なかでも"Lady Gaga Poker Face Tutorial" は2000万回を超す大人気となった。
「Lady Gaga Bad Romance Look」では初めて特殊効果を使用。「Guy Makeup Tutorial」では同じくYouTubeセレブリティのレイ・ウィリアム・ジョンソンをメイクアップした。
「Sailor Moon Transformation」ではセーラームーンのコスプレ姿になり、世界中の少女達に向けてのメッセージを発している。同ビデオの「概要」では自らがセーラームーンの大ファンであり、作者の武内直子にいつか会いたいという夢を記している。ほかにもBGMにJ-POPを何曲も使用しており、ハローキティ、シュウ・ウエムラなどの日本製品を持ち、ラーメンや寿司を食べる姿から日本に対する親しみが感じられる。
メイクアップ以外のビデオとしては、食品、氷やアスピリンを使用したスキンケア、紙袋で髪をカールする方法、ブラシの洗浄方法などが披露されている。ニューヨークでのお気に入りレストラン、ペットの紹介、ハロウィン用の変装など、よりリラックスした雰囲気の作品もいくつか見られる。使用する化粧品には安価なものも多い。

## 私生活
子供の頃に両親は離婚し、母親とともにマサチューセッツ州、カリフォルニア州、フロリダ州などで過ごした。家族は貧しい生活を強いられ、政府による公的扶助を受けていた時期もあった。12歳の頃より水彩画と油彩画を習い始めた。皮膚科学にも関心を持っていたが、結局はアートカレッジに進学しイラストレーションを学んだ。
アートと美容に加え、TVゲーム産業にも関心を示している。母親は経済的に自立しやすい医療分野に進むよう望んでいたという。YouTubeで有名になるまでは、寿司レストランでウェイトレスをしていた。家族は母親、兄、妹、および猫の"Mia"。ウサギの"Mr.Bun Bun"を飼っていたが病気で亡くしている。